# Жамбильський сільський округ (Карасайський район)
Жамби́льський сільський округ (каз. Жамбыл ауылдық округі, рос. Жамбылский сельский округ) — адміністративна одиниця у складі Карасайського району Алматинської області Казахстану. Адміністративний центр — село Жамбил.
Населення — 20494 особи (2021; 9126 у 2009, 5572 у 1999, 4734 у 1989).
Станом на 1989 рік села Кошмамбет та Менжин перебували у складі Новочемолганської сільської ради, села Джамбул та Стаханово перебували у складі Умтильської сільської ради. Сільський округ був утворений 2013 року із сіл Батан, Кошмамбет Новошамалганського сільського округу та сіл Жамбил, Улан Умтильського сільського округу.

## Склад
До складу округу входять такі населені пункти:
| Населений пункт   | Населення, осіб (1989) | Населення, осіб (1999) | Населення, осіб (2009) | Населення, осіб (2021) |
| ----------------- | ---------------------- | ---------------------- | ---------------------- | ---------------------- |
| Батан, село       | 612                    | 652                    | 1485                   | 2866                   |
| Жамбил, село      | 1356                   | 1833                   | 2504                   | 6262                   |
| Кошмамбет, село   | 1797                   | 1999                   | 3582                   | 7824                   |
| --Гребля УОС К-26 | -                      | -                      | -                      | 10                     |
| --МТФ             | -                      | -                      | -                      | 14                     |
| --Піонертабір     | -                      | -                      | -                      | 15                     |
| Улан, село        | 969                    | 1088                   | 1555                   | 3503                   |